# Neporotova, Secureni
Neporotova sau Poartă Neagră (între 1942-1944) (în ucraineană Непоротове, transliterat Neporotove) este un sat în raionul Secureni din regiunea Cernăuți (Ucraina), depinzând administrativ de comuna Mihăileanca. Are circa 121 locuitori, preponderent  ucraineni. 
Satul este situat la o altitudine de circa 143 de metri, în partea de nord a raionului Secureni, pe malul râului Nistru.

## Istorie
Localitatea Neporotova a fost atestată documentar în anul 1447:
„Din mila lui Dumnezeu, noi, Ștefan voievod, domn al Țării Moldovei. Facem cunoscut, cu această carte a noastră, tuturor celor care o vor vedea sau o vor auzi citindu-se, că acest adevărat credincios boier al nostru, pan Șandro spătar, ne-a slujit drept și credincios. De aceea, noi, văzând dreapta și credincioasa lui slujbă către noi, l-am miluit cu deosebita noastră milă și i-am dat, în țara noastră, în Moldova, satele, pe Nistru, anume: Coleșeuți, și Râșcinți, și Dubovaia, și Neporotova, și Vișneuți, și Ojogov și, la gura Coblâcinei, unde este moara.

...

Iar pentru mai mare întărire a tuturor acestora, am poruncit credinciosului nostru pan Mihail logofăt să serie și să atârne pecetea noastră la aceasta carte a noastră.

A scris Tador al lui Prodan, la Suceava, în anul 6955 <1447> ianuarie 14.”
Inițial, satul a făcut parte din ținutul Hotin a Moldovei. Ulterior, prin Tratatul de pace de la București, semnat pe 16/28 mai 1812, între Imperiul Rus și Imperiul Otoman, la încheierea războiului ruso-turc din 1806 – 1812, Rusia a ocupat teritoriul de est al Moldovei dintre Prut și Nistru, pe care l-a alăturat Ținutului Hotin și Basarabiei/Bugeacului luate de la Turci, denumind ansamblul Basarabia (în 1813) și transformându-l într-o gubernie împărțită în zece ținuturi (Hotin, Soroca, Bălți, Orhei, Lăpușna, Tighina, Cahul, Bolgrad, Chilia și Cetatea Albă, capitala guberniei fiind stabilită la Chișinău). 
La începutul secolului al XIX-lea, conform recensământului efectuat de către autoritățile țariste în anul 1817, satul Neporotova făcea parte din Ocolul Nistrului de jos a Ținutului Hotin . 
După Unirea Basarabiei cu România la 27 martie 1918, satul Neporotova a făcut parte din componența României, în Plasa Secureni a județului Hotin. Pe atunci, majoritatea populației era formată din ucraineni. 
Ca urmare a Pactului Ribbentrop-Molotov (1939), Basarabia, Bucovina de Nord și Ținutul Herța au fost anexate de către URSS la 28 iunie 1940. După ce Basarabia a fost ocupată de sovietici, Stalin a dezmembrat-o în trei părți. Astfel, la 2 august 1940, a fost înființată RSS Moldovenească, iar părțile de sud (județele românești Cetatea Albă și Ismail) și de nord (județul Hotin) ale Basarabiei, precum și nordul Bucovinei și Ținutul Herța au fost alipite RSS Ucrainene. La 7 august 1940, a fost creată regiunea Cernăuți, prin alipirea părții de nord a Bucovinei cu Ținutul Herța și cu cea mai mare parte a județului Hotin din Basarabia .
În perioada 1941-1944, toate teritoriile anexate anterior de URSS au reintrat în componența României. Apoi, cele trei teritorii au fost reocupate de către URSS în anul 1944 și integrate în componența RSS Ucrainene, conform organizării teritoriale făcute de Stalin după anexarea din 1940, când Basarabia a fost ruptă în trei părți. 
Ca urmare a pericolului de inundație creat în urma construirii unui baraj pe Nistru, între anii 1980-1981 a avut loc o acțiune de relocare a locuitorilor din Neporotova, 427 familii (1271 persoane) fiind mutate în diferite părți ale Ucrainei. Cea mai mare parte a locuitorilor s-au stabilit în satul apropiat Mihăileanca, unde li s-au oferit teren pentru construirea de locuințe. Au fost inundate aproximativ 500 de hectare de teren de pe teritoriul satului . 
Începând din anul 1991, satul Neporotova face parte din raionul Secureni al regiunii Cernăuți din cadrul Ucrainei independente. Conform recensământului din 1989, numărul locuitorilor care s-au declarat români plus moldoveni era de 1 (1+0), reprezentând 0,34% . În prezent, satul are 121 locuitori, preponderent ucraineni.

## Demografie
Componența lingvistică a localității Neporotova
     Ucraineană (99,17%)
     Alte limbi (0,83%)
Conform recensământului din 2001, majoritatea populației localității Neporotova era vorbitoare de ucraineană (99,17%), existând în minoritate și vorbitori de alte limbi.
1930: 1.819 (recensământ)
1989: 290 (recensământ)
2007: 121 (estimare)

## Obiective turistice
- Mănăstirea rupestră Galițea cu hramul "Sf. Nicolae" - construită într-un perete stâncos de pe malul Nistrului. Cercetările arheologice au demosntrat că aici a existat o mănăstire încă din cele mai vechi timpuri (probabil din secolele XII-XIII). Mănăstirea și-a încetat activitatea în anul 1945 după ocuparea localității de către bolșevici, iar cărțile și icoanele de o mare valoare istorică au dispărut. Mănăstirea și-a reluat activitatea sa în ianuarie 1999 ca urmare a stabilirii aici a doi monahi. Astăzi, călugării se ocupă de reconstrucția mănăstirii [10].